# 雷人
雷人（らいと、1974年6月18日 - ）は、日本のマジシャン。身長は167cm。クロースアップマジックからステージマジックまで幅広いジャンルのマジックをこなす。京都府亀岡市出身。

## 来歴
京都府立亀岡高等学校を卒業し、二浪の末、東京大学文学部へ入学、奇術愛好会に所属する。その後プロマジシャンに転身し、大学を中退。鬼喜王子（ききおうじ）という名前でマジックバー 銀座十二時を中心に活躍する。当時は営業で呼ばれたステージでの準備も全て一人でこなしていた。2008年に芸名を鬼喜王子から白龍王子に改名する。
2008年1月、笑っていいとも!増刊号特別企画「ザ・マジックハンド 腕利きマジシャンを探せ」に出演。同年3月、同番組に2度目の出演を果たす。2009年2月、株式会社EMPOWERより独立し、雷人に改名する。
2017年4月、日本催眠術倶楽部の公認講師から外れる。

## テレビ番組
- 笑っていいとも!

## ラジオ番組
- 市川ウララ MOKABOY (2018年7月～)